# Pandikona
De Pandikona is een zeer zeldzaam hondenras, dat niet wordt erkend door de Fédération Cynologique Internationale (FCI).

## Geschiedenis
Dit oude hondenras komt uit de deelstaat Andra Pradesh in India. In Nederland is het tamelijk onbekend. Het behoort onofficieel tot de molosserstype mastiff. Hij werd gebruikt voor de jacht op wilde zwijnen.

## Uiterlijk
De Pandikona heeft meestal een lichte, goudgele vacht die altijd kort is. De oren worden gecoupeerd als ze de leeftijd van 6 maanden bereiken. Deze honden hebben vaak littekens door wilde dieren of door mensen. De staart is lang en lichtkrullend. De schofthoogte is ongeveer 60 cm.